# Fistularia commersonii
Fistularia commersonii · Poisson-flûte, Fistulaire à points bleus, Aiguillette du fond, Fistulaire de Commerson
Espèce
Fistularia commersonii , communément nommé Poisson-flûte ou Fistulaire à points bleus entre autres noms vernaculaires,, est un poisson marin qui appartient à la famille des Fistulariidae soit les poissons-flûtes.

## Description

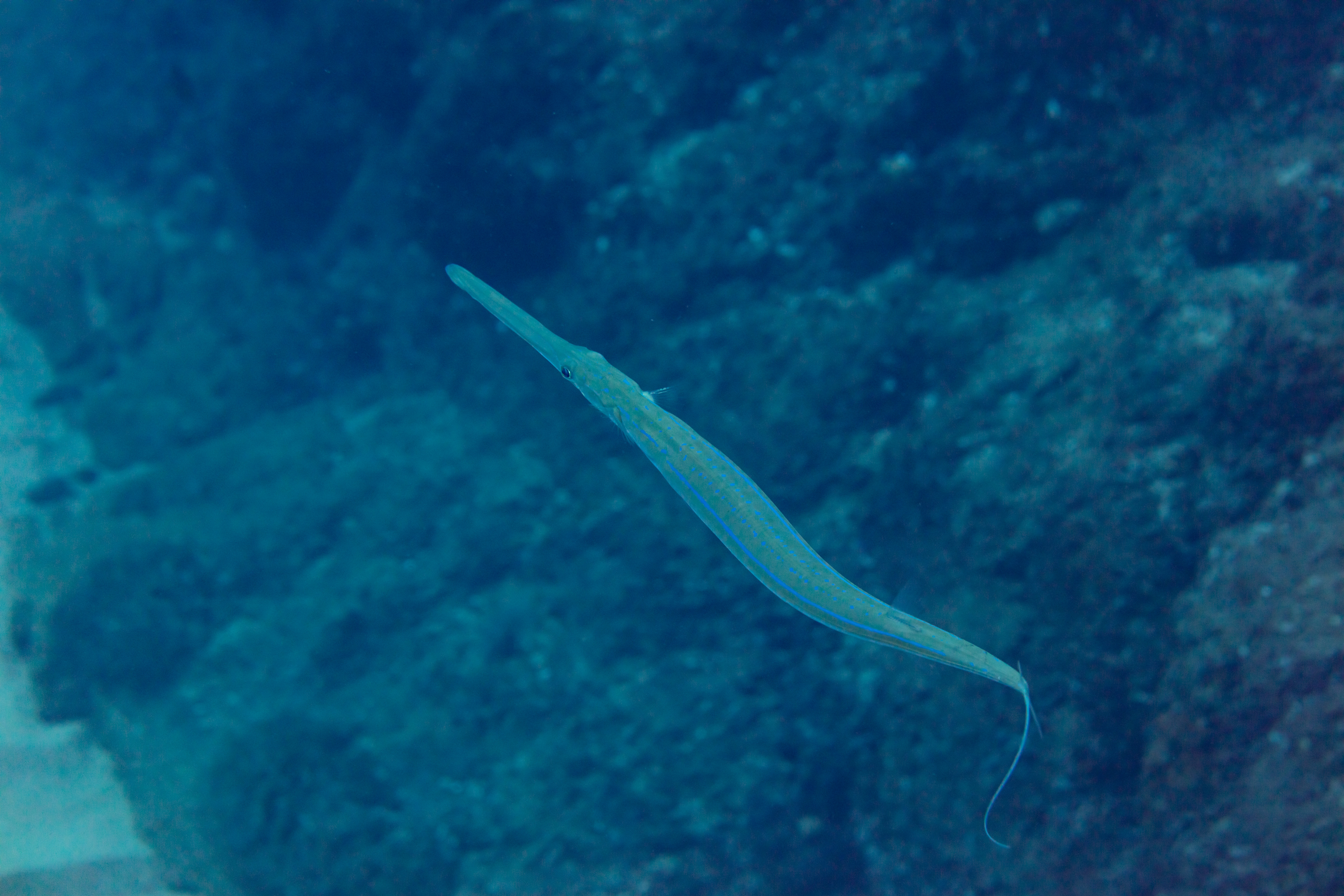
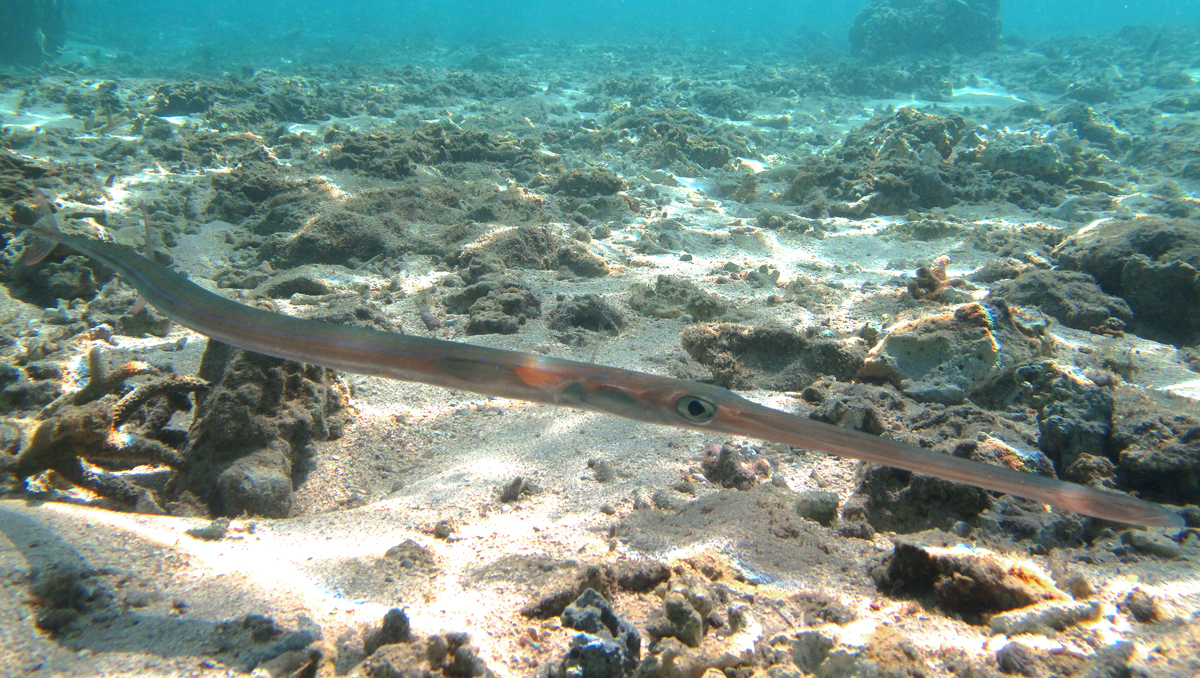
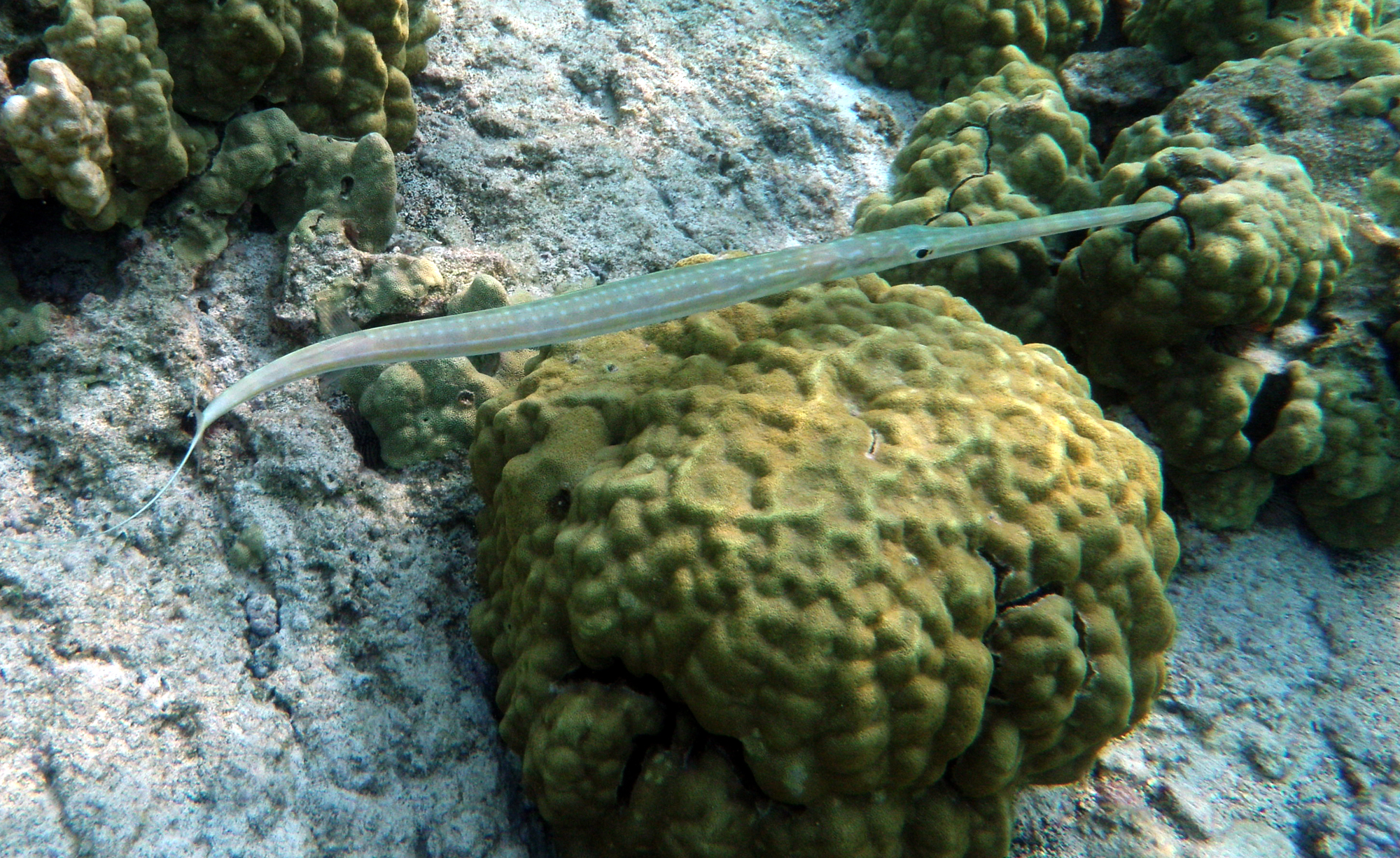

Le poisson-flûte est un poisson de taille moyenne pouvant atteindre 160 cm de long, mais la taille couramment observée est plutôt de 100 cm.
Son corps est extrêmement allongé, fin, de section ovale.
Son museau est également long et tubulaire, il est adapté pour « aspirer » les petites proies.
Toutes ses nageoires sont de taille réduite et transparentes.
Un long et fin filament s'étire à partir du centre de la nageoire caudale.
Son corps est de teinte gris-bleu à verdâtre, deux lignes longitudinales bleues parcourent parfois sa partie dorsale avec quelques points bleus. Sa partie ventrale est blanchâtre.
Lorsqu'il est en chasse, le poisson-flûte arbore une livrée rayée grisâtre et verdâtre,,.

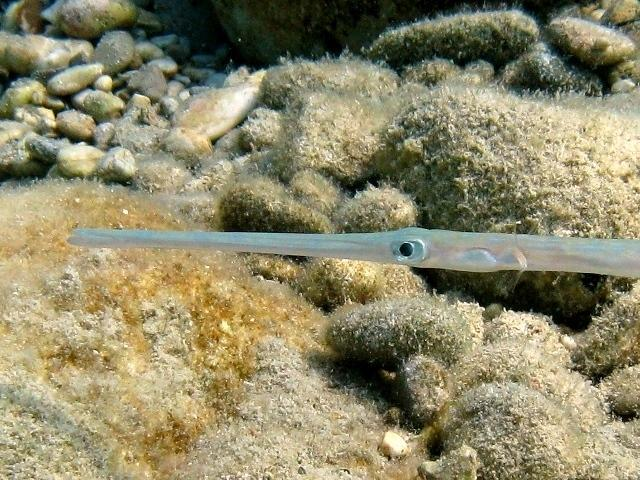
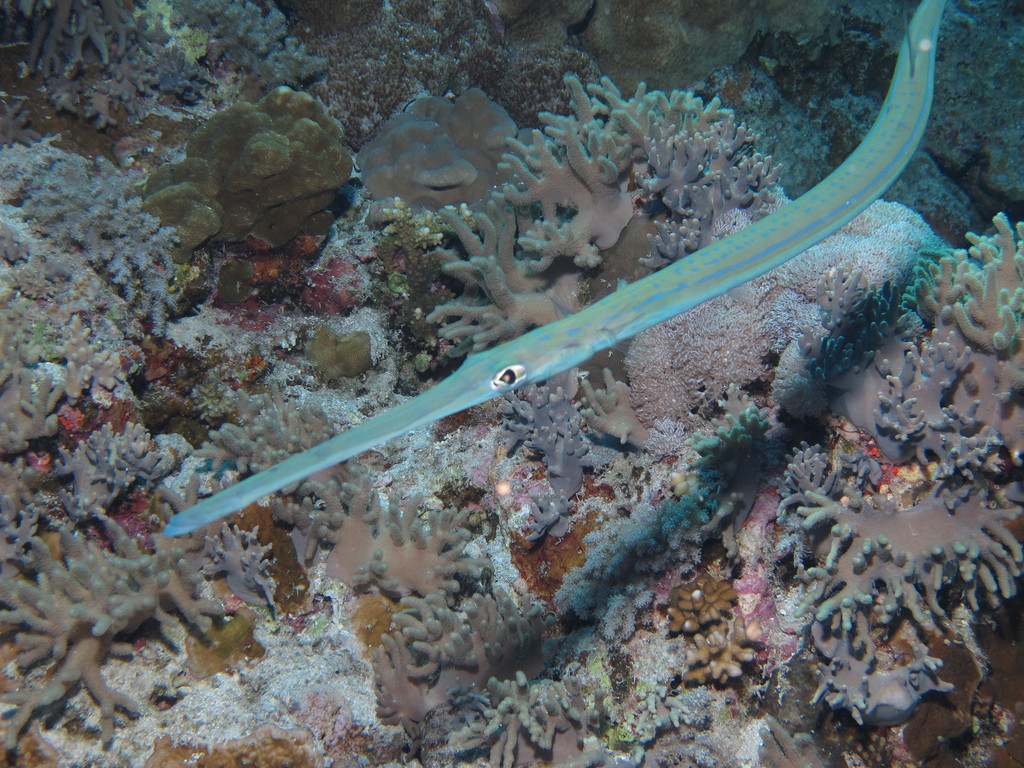
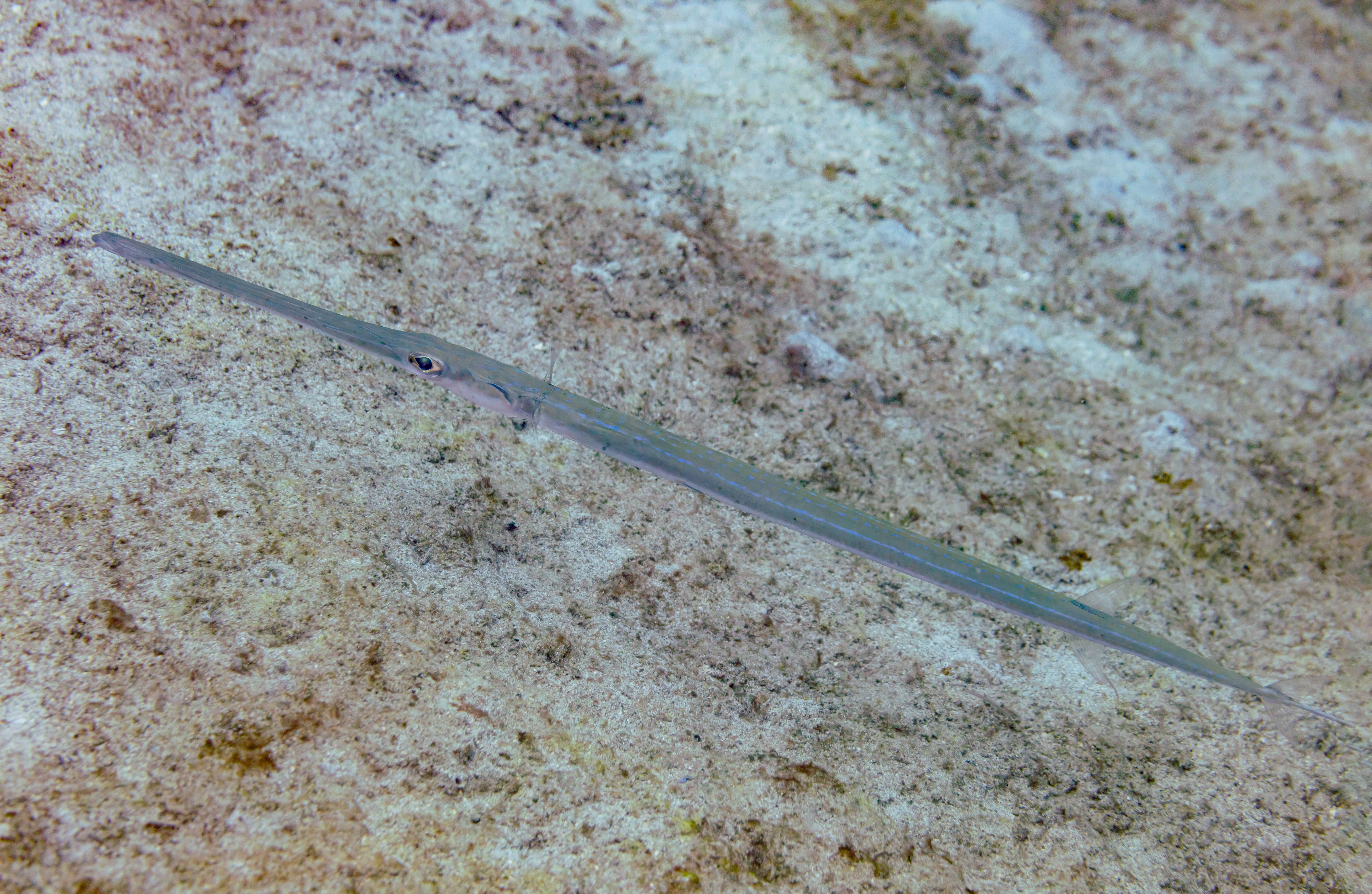
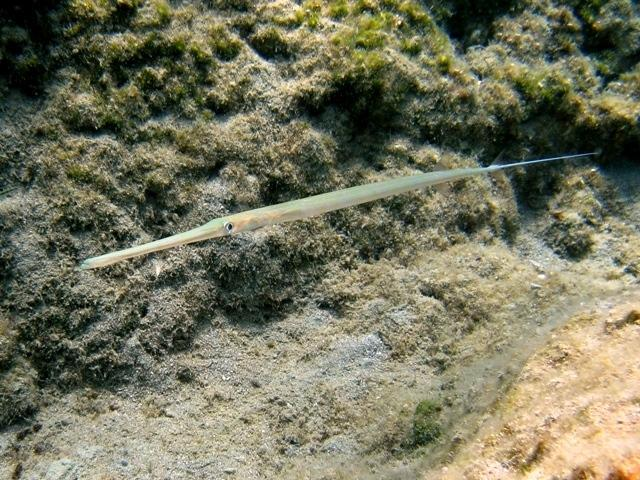

## Distribution
Il est présent dans toutes les eaux tropicales de la zone Indo-Pacifique, mer Rouge incluse (comprenant, pour la France, Mayotte et La Réunion), ainsi que dans le centre de l'océan Pacifique oriental du Mexique au Panama. Depuis peu, il a fait son apparition en Méditerranée via le canal de Suez où l'espèce est considérée comme lessepsienne, et colonise le bassin depuis l'est jusqu'au Péloponnèse en Grèce et aussi depuis peu sur l’île de Rhodes . 
Cette espèce figure actuellement sur la « Liste noire des espèces envahissantes dans le milieu marin » de Méditerranée de l'UICN.